# Aeroportul Charleville
Aeroportul Charleville (IATA: CTL, ICAO: YBCV) este un aeroport din Queensland, Australia ce deservește zona Charleville⁠(d). Aeroportul a fost tranzitat în 2022 de 11.370 de pasageri.
Situat la o altitudine de 305 m, aeroportul dispune de o singură pistă. Este operat de Shire of Murweh⁠(d).